# Synoptische vraagstuk
Het synoptische vraagstuk is de vraag naar de relatie tussen de synoptische evangeliën van Marcus, Lucas en Matteüs. Deze drie evangeliën hebben een groot aantal passages gemeen en vaak zijn die passages zelfs woordelijk hetzelfde. Tegelijk zijn er ook verschillen tussen deze drie evangeliën. Het synoptische vraagstuk is de vraag hoe overeenkomsten en verschillen verklaard kunnen worden in het licht van het tijdstip van hun ontstaan. 
Aan het eind van de 18e eeuw was het de gewoonte geworden om de drie teksten in kolommen naast elkaar af te drukken zodat ze zonder veel moeite vergeleken konden worden. De aanduiding is afgeleid van het Griekse synopsis, vrij vertaald "samen (ge)zien".
Van de 662 verzen in het evangelie volgens Marcus zijn er 406 zo goed als identiek terug te vinden bij Matteüs en Lucas. 145 verzen uit Marcus zijn enkel terug te vinden in Matteüs, en 60 verzen enkel in Lucas. De overige 51 verzen van Marcus zijn alleen in Marcus te vinden. Van de verhalen die in alle drie de evangeliën voorkomen zijn er een deel helemaal gelijk geformuleerd, terwijl een ander deel anders geformuleerd is. Ook gebeurt het dat twee van de evangeliën dezelfde formulering gebruiken terwijl het derde hiervan afwijkt.
Een voorbeeld
Als voorbeeld staan in de onderstaande tabel de drie beschrijvingen naast elkaar van Jezus' aankomst aan de overkant van het Meer van Genezareth (het Meer van Tiberias), waar hij een man ontmoet die bezeten is.
| Matteüs 8:28                                                     | Marcus 5:1-3                                                                                          | Lucas 8:26-27                                                                              |
| ---------------------------------------------------------------- | --- | ------------------------------------------------------------------------------------------ |
| Nadat hij aan de overkant in het land der Gadarenen was gekomen, | En zij kwamen aan de overkant van de zee in het land der Gerasenen.                                   | En zij voeren naar het land der Gerasenen                                                  |
|                                                                  | | dat tegenover Galilea ligt.                                                                |
| kwamen hem twee bezetenen uit de grafsteden tegemoet,            | En toen Jezus uit het schip ging, kwam hem uit de grafsteden een mens tegemoet met een onreine geest, | Toen hij aan land gegaan was, kwam hem een man tegemoet, die door boze geesten bezeten was |
| zeer gevaarlijke, zodat niemand langs die weg kon voortgaan.     | |                                                                                            |
|                                                                  | | en sinds lang had hij geen mantel meer aan en woonde niet in een huis,                     |
|                                                                  | die verblijf hield in de graven,                                                                      | maar in de graven.                                                                         |

Het is duidelijk dat deze passages met elkaar verwant zijn, hoewel ze ook verschillen. Zo verwisselt Matteüs Gerasa en Gadara, en meldt Lucas behulpzaam dat de plaats waar Jezus heen voer tegenover Galilea ligt, een stukje topografie dat de andere twee niet hebben. Ook de aantallen variëren: bij Matteüs zijn er twee bezetenen, bij Marcus en Lucas is het er één, terwijl bij Lucas het aantal geesten groter is dan bij Marcus.
Toch kan er, zelfs op detailniveau, op worden gewezen dat er eigenlijk maar kleine verschillen zijn, verklaarbaar vanuit de principes waarmee de auteurs hun verhaal vertellen.

## Wetenschappelijke consensus
Er is wetenschappelijke consensus dat de synoptische evangeliën als volgt zijn ontstaan: Jezus leefde in Galilea en in Judea, een streek met een sterke orale traditie. Onder de ooggetuigen van zijn leven die vertelden over Jezus' leven en daden, waren er velen die amper konden lezen of schrijven. Aangezien de vroegste christenen een spoedige wederkomst verwachtten, voelden ze eveneens geen behoefte om een biografie van hun leider neer te schrijven. Zij bleven na zijn dood eenvoudig in Jeruzalem, wachtten op Jezus' wederkomst en probeerden in de tussenliggende periode anderen ervan te overtuigen dat Jezus de Messias was met verhalen over zijn woorden en daden. De jaren verstreken en Jezus kwam niet terug. Langzamerhand ontstond een leer onder de oorspronkelijke en nieuwe discipelen en een prediking die aansloot bij hun verschillende handelingen. Negatief gesteld werden Jezus' woorden en daden uit hun originele context gehaald, die van Jezus' feitelijke, chronologische levensloop zonder interpretatie.
Op enig moment werden passages die regelmatig van pas kwamen bij het evangelisatiewerk opgeschreven. Sommige daarvan werden op onderwerp samengevoegd. Deze (nog altijd korte) passages worden perikopen genoemd. Dit zijn de bouwstenen van de synoptische evangeliën. Met de groei en verspreiding van het vroege christendom groeiden ook deze perikopen en begonnen deze onderling te verschillen. Op een verder punt in de tijd werden deze perikopen samengevoegd tot proto-evangeliën. Deze term duidt werken aan die redelijk afgeronde verhalen inzake Jezus' leven beschreven, een serie perikopen, maar nog niet het volledige verhaal.

De tweebronnentheorie, die door de meeste wetenschappers wordt geaccepteerd

Uiteindelijk werd het eerste evangelie geschreven. De meeste onderzoekers denken dat dit Marcus was, kort na de verovering van Jeruzalem en de verwoesting van de tempel in 70. Tussen 70 en 90 werden ook Matteüs en Lucas geschreven. Een belangrijke theorie is dat deze evangeliën zich (ook) baseerden op een gezamenlijke bron, de zogenoemde bron Q.
Het is van belang te benadrukken dat het niet bekend is hoe dit exact is gegaan. Dit proces wordt herkend vanuit het eindproduct: vast staat dat de uiteindelijke auteurs perikopen verplaatsten, want in de verschillende evangeliën verschijnen ze in een andere context. Het wordt verondersteld dat dit in de tientallen jaren voorafgaand aan het schrijfproces is gebeurd. Perikopen kregen ofwel een chronologische ofwel een systematische (= per onderwerp) indeling in de evangeliën.
Het beschikbare materiaal toont aan dat de evangeliën anoniem werden geschreven en zonder toewijzing aan een bepaalde auteur bleven tot circa 150, het midden van de 2e eeuw.

## Eerdere hypotheses

Griesbach-hypothese

De vraag naar de relatie tussen de drie synoptische evangeliën wordt al sinds het vroege christendom gesteld. De kerkvader Augustinus meende bijvoorbeeld te weten dat het evangelie volgens Marcus een uittreksel was van het evangelie volgens Matteüs (waarom Marcus in alle latere Bijbeluitgaven ná Matteüs wordt geplaatst). Daarmee wordt echter de relatie tot het evangelie volgens Lucas niet verklaard.
Gotthold Ephraim Lessing suggereerde in de 18e eeuw dat de verschillen en overeenkomsten tussen de drie evangeliën verklaard kunnen worden door ervan uit te gaan dat het drie vertalingen van een gemeenschappelijke bron zijn, een soort oer-evangelie, dat in het Aramees geschreven zou zijn.
In 1776 liet Johann Jakob Griesbach de drie evangeliën in kolommen naast elkaar drukken (zie hierboven). Deze evangelisten worden daarom ook wel de synoptici genoemd. In 1789 stelde dezelfde Griesbach dat het evangelie van Matteüs het oudste was en dat dat van Lucas op Matteüs gebaseerd was. Het evangelie van Marcus was vervolgens op dat van Matteüs en Lucas gebaseerd; dit is de zogenoemde Griesbach-hypothese die in de 20e eeuw in gewijzigde vorm als de twee-evangeliehypothese weer enige aanhang vond.
In de eerste helft van de 19e eeuw werd door verschillende onderzoekers de prioriteit van Marcus geïntroduceerd en uitgewerkt. De prioriteit van Marcus is de hypothese dat het Marcus-evangelie het eerste was en dat dat van Matteüs en Lucas gedeeltelijk op dat van Marcus gebaseerd zijn. Men combineerde deze aanname al gauw met de aanname van het bestaan van een tweede bron die door zowel Matteüs als Lucas gebruikt is. Deze bron zou uit uitspraken van Jezus bestaan en werd toen de Logia genoemd (later werd dat Bron Q). De combinatie van de prioriteit van Marcus en een tweede bron wordt de twee-bronnenhypothese genoemd.
In het begin van de twintigste eeuw formuleert Burnett Hillman Streeter de vier-bronnenhypothese: Matteüs en Lucas hebben beiden gebruikgemaakt van Marcus en een bron Q, en daarnaast hebben zowel Matteüs als Lucas uniek materiaal opgenomen dat waarschijnlijk afkomstig is van andere bronnen, respectievelijk M en L genoemd.

## De prioriteit van Marcus
Tegenwoordig gaat men er over het algemeen van uit dat van de drie synoptische evangeliën dat van Marcus het oudste is en dat die van Matteüs en Lucas op dat van Marcus gebaseerd zijn. Deze aanname wordt wel de prioriteit van Marcus genoemd.
Argumenten voor de het aannemen van de prioriteit van Marcus zijn onder andere:
- Er zijn veel passages die in alle drie de teksten woord voor woord hetzelfde zijn, maar er zijn ook passages die woord voor woord hetzelfde zijn in twee van de drie teksten, terwijl de derde tekst dezelfde passage in andere bewoordingen vertelt. Vrijwel overal waar dat laatste het geval is, dus waar twee evangeliën dezelfde bewoording gebruiken terwijl de derde een andere bewoording gebruikt, zijn het Marcus en Matteüs of Marcus en Lucas die dezelfde bewoordingen gebruiken en nooit Matteüs en Lucas.
- Er zijn passages die in zowel Matteüs als in Lucas voorkomen, maar die in Marcus ontbreken (als verklaring hiervoor wordt het bestaan van een tweede bron aangenomen, bron Q genoemd). Wat opvalt bij deze passages, is dat de volgorde ervan in Matteüs en Lucas niet overeenkomt. De passages in Matteüs en Lucas die ook in Marcus voorkomen staan daarentegen over het algemeen wel in dezelfde volgorde in Matteüs en Lucas. Dit kan eigenlijk alleen maar verklaard worden door aan te nemen dat Matteüs en Lucas beiden gebruikmaakten van Marcus, terwijl ze daarnaast nog een gemeenschappelijk bron hadden, waaruit ze passages overnamen die ze tussen de passages van Marcus plaatsten, waarbij Matteüs en Lucas die passages elk op andere plekken tussen de van Marcus overgenomen passages plaatsten.
- Het taalgebruik en de stijl van Marcus is op sommige plekken onelegant of lastig te begrijpen. Vaak zijn de formuleringen waarbij dat het geval is niet overgenomen door Matteüs en Lucas. Als Marcus niet de eerste tekst zou zijn, maar gebaseerd zou zijn op Matteüs of Lucas, dan zou dat betekenen dat Marcus op verschillende plekken eigenaardige, onelegante of lastige taalconstructies heeft toegevoegd bij het overnemen van teksten uit Matteüs of Lucas. Dat is niet erg waarschijnlijk: waarom zou hij dat doen?

## Bron Q
Bron Q is een door protestantse theologen uit Duitsland naar voren gebrachte hypothese waarmee een verklaring wordt gegeven voor een probleem dat met de erkenning van de prioriteit van Marcus niet werd opgelost: hoe is het mogelijk dat Matteüs en Lucas informatie hebben die vrijwel woordelijk overeenkomt (bijvoorbeeld het Onzevader), maar die ze niet hebben ontleend aan Marcus? De oplossing is de aanname dat er een onbekende bron is geweest, die Q wordt genoemd.
Als we ervan uitgaan dat al het materiaal dat zowel bij Matteüs als bij Lucas aanwezig is maar niet bij Marcus, afkomstig is uit bron Q, dan lijkt het erop dat Q een verzameling van uitspraken van Jezus is. Er is echter ook sprake van twee verhalen: het verhaal van de verzoeking van Jezus (Matteüs 4:1-11; Lucas 4:1-13, Marcus vermeldt de gebeurtenis kort in 1:12-13) en het verhaal van de genezing van de knecht van de centurio (Matteüs  8:5-10; Lucas 7:1-10).
Q lijkt dus een collectie van uitspraken van Jezus te zijn geweest, beginnend met opmerkingen over de komst van het heil, aangekondigd door Johannes de Doper, en eindigend met opmerkingen over de Wederkomst van de Mensenzoon. Lucas zou deze uitspraken in ruwweg de juiste volgorde in zijn evangelie hebben ingevoegd, terwijl Matteüs dichter bij het oorspronkelijke Aramees zou zijn gebleven en de informatie zou hebben herschikt tot toespraken, zoals de Bergrede (Matteüs 5) en de Rede tegen de Farizeeën (Matteüs 23). Er bestaan speculatievere theorieën over bijvoorbeeld de gemeenschap die Q zou hebben geschreven en over de datering, maar geen daarvan heeft veel blijvende aanhang gekregen.
Tegen de Q-hypothese werd in de negentiende eeuw door katholieken ingebracht dat het literaire genre 'uitspraken van Jezus' in het vroege christendom niet bestond. Dit op zich hout snijdende argument werd weerlegd toen in 1948 het evangelie van Thomas werd ontdekt, dat dezelfde structuur heeft als de veronderstelde bron Q. Sindsdien wordt de Q-hypothese algemeen aanvaard.

## Sondergut, de vier-bronnenhypothese en relevantie
De combinatie van de prioriteit van Marcus met de Q-hypothese wordt de twee-bronnenhypothese genoemd.
Naast materiaal uit Marcus en Q hebben Matteüs en Lucas ook nog eigen materiaal. Dit materiaal dat alleen in Matteüs of alleen in Lucas aanwezig is, wordt Sondergut genoemd. Voorbeelden hiervan zijn de verschillende geslachtslijsten en de verschillende bezoekers in Betlehem: wijzen uit het oosten of herders. In verband met dit Sondergut worden vaak twee extra bronnen aangenomen. Dit leidt tot de vier-bronnenhypothese, waarbij men ervan uitgaat dat er nog een bron M is, waar Matteüs gebruik van heeft gemaakt, en een bron L, waar Lucas gebruik van heeft gemaakt. Of deze bronnen inderdaad bestaan, of bron M (of bron L) eigenlijk uit meerdere bronnen bestaat en of het gaat om schriftelijke of mondelinge bronnen, valt niet met zekerheid te zeggen.
Hoewel het genoemde Sondergut beperkt in omvang is, is het wel significant omdat we daar de persoonlijke belangstelling van de evangelisten het duidelijkst zien. Daarnaast bevat dit materiaal juist een aantal van de bekendste verhalen uit de evangeliën.
Dit is ook het belang van het synoptische vraagstuk: dat het ons zicht biedt op de individuele visie van de auteurs van de drie evangeliën. Marcus presenteert het karakter van Jezus van Nazareth als een mysterie: de boze geesten, een Romeinse centurio, de hogepriester - iedereen weet dat hij de Zoon van God is, maar de leerlingen hebben het almaar niet in de gaten. Lucas is te beschouwen als de evangelist van de harmonie; waar conflictstof potentieel aanwezig is, zal hij het verhaal neutraler vertellen. Ook benadrukt hij de historische betrouwbaarheid van zijn verhaal door te verwijzen naar toenmalige gebeurtenissen, zoals de volkstelling van Quirinius. Ook het begin van het optreden van Johannes de Doper en Jezus wordt zeer nauwkeurig gedateerd. Daarnaast is te merken dat hij schrijft voor een geletterd, niet-joods publiek, bijvoorbeeld als hij uitlegt dat de Jordaan een rivier is. Matteüs presenteert Jezus als de nieuwe Mozes, die voor zijn uitleg van de Thora eveneens een berg op gaat; tegelijkertijd suggereert Matteüs dat de Joden door Jezus' leer te verwerpen, het onheil over zich hebben afgeroepen - het beruchte vers 27:25.